# Coronel Meira
Luiz de Franca e Silva Meira (Recife, 7 de janeiro de 1958), mais conhecido como Coronel Meira é um policial militar e político brasileiro, filiado ao Partido Liberal (PL), eleito para o cargo de Deputado Federal por Pernambuco.

## Biografia
Luiz começou a sua carreira política em 2010, aonde se candidatou à deputado estadual, aonde atingiu a votação de 23.148 (0,57%) e não conseguiu se eleger.
Se candidatou novamente em 2018, desta vez à deputado federal, onde novamente não foi eleito, atingindo a votação de 12.752 (0,32%).
Se candidatou à vereador pela cidade de Recife em 2020, e novamente não conseguiu se eleger, tendo a votação de 2.239 (0,29%).
Em 2022, se filiou ao PL, à pedido do então Presidente: Jair Bolsonaro (PL), e disputou para deputado federal, aonde conseguiu se eleger, possuindo a votação de 78.941 votos.